# Rząd Artura Śliwińskiego
Rząd Artura Śliwińskiego – gabinet pod kierownictwem premiera Artura Śliwińskiego, utworzony 28 czerwca 1922 roku przez Naczelnika Państwa Józefa Piłsudskiego. Rząd ustąpił już 7 lipca 1922 roku, odwołany przez sejm zaledwie po dziesięciu dniach urzędowania.

## Skład rządu
- Artur Śliwiński – prezes Rady Ministrów
- Antoni Kamieński – minister spraw wewnętrznych
- Gabriel Narutowicz – minister spraw zagranicznych
- Kazimierz Sosnkowski – minister spraw wojskowych
- Wacław Makowski – minister sprawiedliwości
- Kazimierz Zaczek – tymczasowy kierownik Ministerstwa Skarbu
- Stefan Ossowski – minister przemysłu i handlu
- Józef Raczyński – minister rolnictwa i dóbr państwowych
- Ludwik Zagórny-Marynowski – minister kolei żelaznych
- vacat – ministerstwo poczt i telegrafów
- Władysław Ziemiński – minister robót publicznych
- Ludwik Darowski – minister pracy i opieki społecznej
- vacat – ministerstwo wyznań religijnych i oświecenia publicznego
- Witold Chodźko – minister zdrowia publicznego

## Zmiany w rządzie
- 3 lipca 1922 – odwołanie Kazimierza Zaczka ze stanowiska tymczasowego kierownika Ministerstwa Skarbu, a na ministra skarbu powołano Zygmunta Jastrzębskiego